# Gabalas (filho de Aretas V)
Gabalas (em grego: Γαβαλᾶς), ou Jabalá (Jabalah; junho de 554) em árabe, foi um nobre árabe da tribo dos gassânidas. Era filho do filarco Aretas V (r. 528–569). Foi morto em junho de 554 na Batalha do Dia de Halima na qual o rei lacmida Alamúndaro III (r. 505–554) faleceu. Ele foi sepultado próximo de Cálcis da Celessíria num martírio de São João por seu pai.